# Tawananna

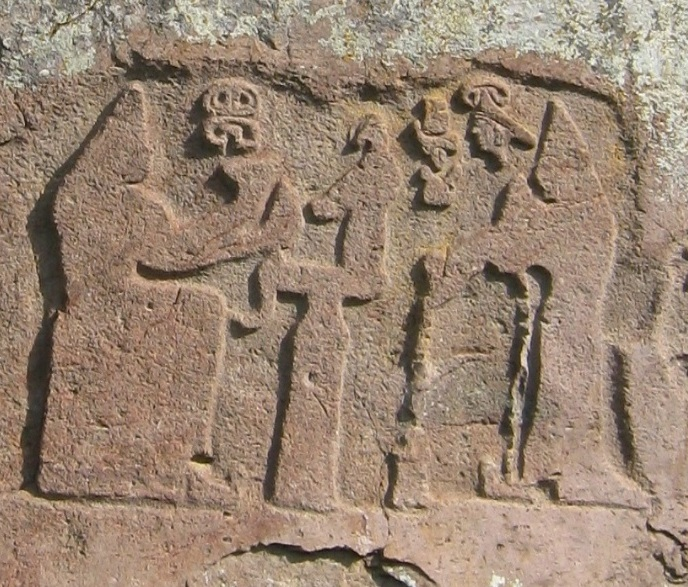
Relieve hitita de Firaktin: Puduhepa y la diosa Hebat.

Tawananna (también transliterado Tavannana) es el título de la reina de los hititas, la consorte del rey. A su muerte el título pasaba a su hija o la nueva consorte del rey. Los hititas fueron gobernados por una monarquía teocrática, en la que la esposa del heredero del rey no sucedía a la Tawananna hasta la muerte de la anterior Tawananna.
La Tawannana tenía el deber de gobernar cuando el rey estaba ausente luchando en la batalla y era la suma sacerdotisa, mientras que el rey era el sumo sacerdote del Imperio hitita. Las funciones principales de las Tawanannas eran sobre todo religiosas. Un ejemplo de una Tawananna hitita fue Puduhepa, esposa de Hattusili III. Después de la muerte de Hattusili, Puduhepa asumió la responsabilidad de comunicarse con la familia real egipcia y gobernantes de los estados vasallos hititas. 
Dado que el título estaba reservado, significaba que la Tawananna no comenzaba la ceremonia de entronización con su rey, si no hasta justo después de que muriera la Tawannanna anterior. Esto dio lugar a menudo a amargas rivalidades entre reinas recién nombradas y sus hijastros que heredarían el verdadero poder del reino. Tal incidente es mencionado en la versión traducida bilingüe en la tablilla cuneiforme escrita en acadio-hitita, conocida como el Testamento de Hattusil.